# Bishop International Airport

i8
i11
i13
Der Bishop International Airport (IATA-Code: FNT, ICAO-Code: KFNT) ist ein Flughafen in Flint im US-Bundesstaat Michigan. Er ist benannt nach dem Bankier und General-Motors-Aufsichtsratsmitglied Arthur Giles Bishop (1851–1944), der im Jahr 1928 220 Acre (etwa 89 ha) seines Ackerlandes für den Flughafen gespendet hatte. Der nach Detroit und Grand Rapids drittgrößte Flughafen Michigans übertraf 2002 den Konkurrenten MBS International Airport in Sachen Flugaktivitäten. 2005 nutzten mehr als 1,1 Mio. Passagiere den Bishop International Airport; danach sank die Anzahl der Passagiere, so waren es 2016 waren nur noch rund 793 Tsd. Er ist Teil des Nationalplans der Federal Aviation Administration (FAA) für integrierte Flugsysteme 2017-2021, in dem er als ein kleines Drehkreuz für kommerzielle Dienstleistungen kategorisiert ist. Vom Flughafen aus fliegen überwiegend die Regionalfluggesellschaften von Delta Air Lines, United und American Airlines sowie FedEx und Allegiant Air in nahegelegene Städte wie Chicago, aber auch in andere US-Bundesstaaten wie z. B. Florida. Begleitet werden die Fluggesellschaften vom Flughafenbetreiber Av Flight, der sowohl die allgemeine Luftfahrt als auch den kommerziellen Flugbetrieb sowie die Flugschule American Wings Aviation betreut. Der Flughafen befindet sich im Südwesten von Flint und ist von Flint Township im Norden, Osten und Westen sowie Mundy Township im Süden umgeben.

## Renovierungen
Anfang Februar 2007 stellte der Bishop International Airport einen umfassenden Fünfjahres-Entwicklungsplan vor, der bis Ende 2011 fortgesetzt werden soll. Das Programm sah zwei Phasen des Intermodal Facility Development (deutsch: Entwicklung intermodaler Anlagen) vor, darunter den Ausbau des westlichen Frachtvorfelds, heute bekannt als Abex and Emory GVA Freight Ramp auf der Nordwestseite des Flughafens.
Im Mai 2009 begann der Bishop International Airport mit der ersten Phase seines Programms Terminal Airside & Concourse Improvements (deutsch: Verbesserungen an der Luftseite des Terminals und im Terminal). Projekte in dieser Phase wurden 2008 entwickelt. In dieser Phase sind Ausbau der Terminalrampe, bei der sich die Passagierhalle befindet, die endgültige Schließung und Abbau der Start- und Landebahn 5/23 sowie der Erwerb von neuem Land für eine geplante Start- und Landebahn 9L/27R enthalten, die 2009 geplant und 2010 gebaut werden sollte.
Die Start- und Landebahn 5/23 wurde am 4. Mai 2009 dauerhaft geschlossen, da die Fortschritte im Rahmen des Capital Improvement Program (deutsch: Programm zur Kapitalverbesserung) fortgesetzt wurden.
Die Renovierung und Erweiterung des 1993 erbauten Terminals wurde von Reynolds, Smith & Hills entworfen.
Am 24. April 2012 genehmigte der Board of Directors des Flughafens ein Projekt in Höhe von 1,348 Millionen Dollar zur Reparatur des Vorfeldes des Flughafens. Am 19. September 2012 wurde bekannt gegeben, dass die Federal Aviation Administration einen Zuschuss zur Finanzierung des Projekts genehmigt hat.
Am 6. Oktober 2012 wurde im Terminal der neue Sicherheitscheckpoint der Transportation Security Administration eröffnet.
Das fertig erweiterte Terminal wurde am 13. November 2012 eingeweiht.
Der Vorstand des Flughafens stellte weitere 10,9 Millionen Dollar für Erweiterungen in den Jahren 2013 und 2014 zur Verfügung.
Am 29. August 2013 erhielt der Flughafen einen Zuschuss des US-Verkehrsministeriums in Höhe von 2,87 Millionen US-Dollar, der für die Reparatur von Rollwegen und Beleuchtung sowie für den Kauf eines Ersatzschneefahrzeugs verwendet wurde.
Am 28. September 2017 erhielt der Flughafen einen Zuschuss der Federal Aviation Administration in Höhe von 4.302.000 US-Dollar, mit dem der Belag des Rollwegs C saniert, Asphaltstreifen gebaut und jeder Zugangspunkt zur Start- und Landebahn mit Pistenschutzleuchten versehen werden sollen.
Am 30. Juli 2018 gewährte die FAA dem Flughafen einen Zuschuss von 4.012.542 $ für den Bau, die Sanierung und die Befeuerung von Rollwegen.

## Fluggesellschaften und Reiseziele
Der Flughafen wird derzeit von mehreren Passagierfluggesellschaften bedient: Allegiant Air und Delta Air Lines bedienen fernere Ziele vom Flughafen aus, und regionale Flüge werden von Tochtergesellschaften wie Delta Connection, United Express und American Eagle angeboten. Darüber hinaus betreiben FedEx Express und eine Tochtergesellschaft von FedEx Feeder Frachtdienste vom Flughafen aus.
| Rang | Ziel                     | Passagiere | Fluggesellschaft |
| ---- | ------------------------ | ---------- | ---------------- |
| 1    | Atlanta, Georgia         | 124.420    | Delta            |
| 2    | Chicago, Illinois – ORD  | 79.050     | American, United |
| 3    | Chicago, Illinois – MDW  | 72.610     | Southwest        |
| 4    | Minneapolis, Minnesota   | 35.970     | Delta            |
| 5    | Orlando, Florida         | 13.630     | Southwest        |
| 6    | Clearwater, Florida      | 12.800     | Allegiant        |
| 7    | Orlando/Sanford, Florida | 12.280     | Allegiant        |
| 8    | Tampa, Florida           | 10.560     | Southwest        |
| 9    | Baltimore, Maryland      | 47.000     | Southwest        |
| 10   | Las Vegas, Nevada        | 44.000     | Southwest        |

## Lage und Verkehrsanbindung
Der Bishop International Airport liegt etwa 6 Kilometer südwestlich vom  Stadtzentrum von Flint. Er ist über Anschlussstellen an die Interstate 69, die Interstate 75 und den U.S. Highway 23 angebunden, Die Interstate 75 und der U.S. Highway 23 teilen sich am Flughafen eine Trasse. Außerdem kreuzen sich die drei Fernstraßen rund einen Kilometer nordöstlich des Flughafens.
Im öffentlichen Verkehr kann der Bishop International Airport per Bus, Taxi und Uber erreicht werden. Die Buslinie 11 der Flint Mass Transportation Authority steuert den Flughafen planmäßig an. Außerdem sind mehrere Autovermietungen am Flughafen verfügbar.

## Zwischenfälle
- Am 16. November 2011 stürzte eine Piaggio P.180 Avanti (unterwegs als Avantair Flug 168 von Detroit Metro nach West Bend Municipal, Kennzeichen N168SL[22]) wegen eines Motorschadens ab. Das Flugzeug wurde irreparabel beschädigt, aber alle Insassen überlebten mit leichten Verletzungen.[23][24]

- Am 21. Juni 2017 stach der gebürtige Tunesier Amor Ftouhi den Flughafenpolizisten Jeff Neville in den Hals und schrie dabei „Allahu Akbar“.[25][26]

- Am 6. Januar 2019 kam es mit einer Cessna 210 Centurion bei Bishop wegen eines Fahrwerksausfalls zu einer Bruchlandung. Alle vier Personen an Bord blieben unverletzt.[27]